# Joe Hockey
Joseph Benedict "Joe" Hockey (ur. 2 sierpnia 1965 w Sydney) – australijski polityk, członek Liberalnej Partii Australii (LPA). Od 1996 poseł do Izby Reprezentantów, członek gabinetów Johna Howarda i Tony’ego Abbotta, w latach 2013-2015 minister skarbu.

## Życiorys

### Pochodzenie i kariera zawodowa
Jego ojciec przybył do Australii w latach 40. z Palestyny i pierwotnie nosił nazwisko Hakeidonian po swojej ormiańskiej rodzinie, ale w Sydney zmienił je na angielskie "Hockey". Matka była Australijką. Młody Joseph ukończył studia w zakresie prawa oraz sztuk wyzwolonych na Uniwersytecie w Sydney. Karierę zawodową rozpoczął jako prawnik wyspecjalizowany w kwestiach bankowości i rynków finansowych. Następnie przeszedł do kancelarii premiera Nowej Południowej Walii, gdzie był dyrektorem ds. programowych.

### Kariera polityczna
W 1996 został po raz pierwszy wybrany do parlamentu federalnego jako kandydat LPA w okręgu wyborczym North Sydney. W 1998 trafił do szerokiego składu rządu, początkowo jako minister służb finansowych i regulacyjnych. W latach 2001–2004 był odpowiedzialny za problematykę małych przedsiębiorstw oraz turystyki. Następnie był ministrem ds. usług dla ludności (human services). W styczniu 2007 został awansowany na członka gabinetu (był to czwarty gabinet Johna Howarda) jako minister ds. zatrudnienia i warunków pracy. W grudniu tego samego roku wraz z całą swoją partią przeszedł do opozycji i przez kolejna lata zasiadał w gabinetach cieni Liberałów.
Po powrocie LPA do władzy we wrześniu 2013 objął w gabinecie Tony’ego Abbotta tekę ministra skarbu, tradycyjnie będącą w australijskim gabinecie federalnym najważniejszym urzędem związanym z polityką fiskalną i gospodarczą. We wrześniu 2015 nowym premierem został Malcolm Turnbull, który widział go wprawdzie wśród swoich ministrów, ale na innym stanowisku. Hockey nie przyjął jego propozycji i ogłosił swoje odejście zarówno z rządu, jak i z parlamentu. Wkrótce później ogłoszono, iż na przełomie roku 2015 i 2016 zostanie nowym ambasadorem Australii w Stanach Zjednoczonych.